# Lysibia nana
Lysibia nana là một loài tò vò trong họ Ichneumonidae.